# Diaconie
Pour les articles homonymes, voir Diaconie (homonymie).

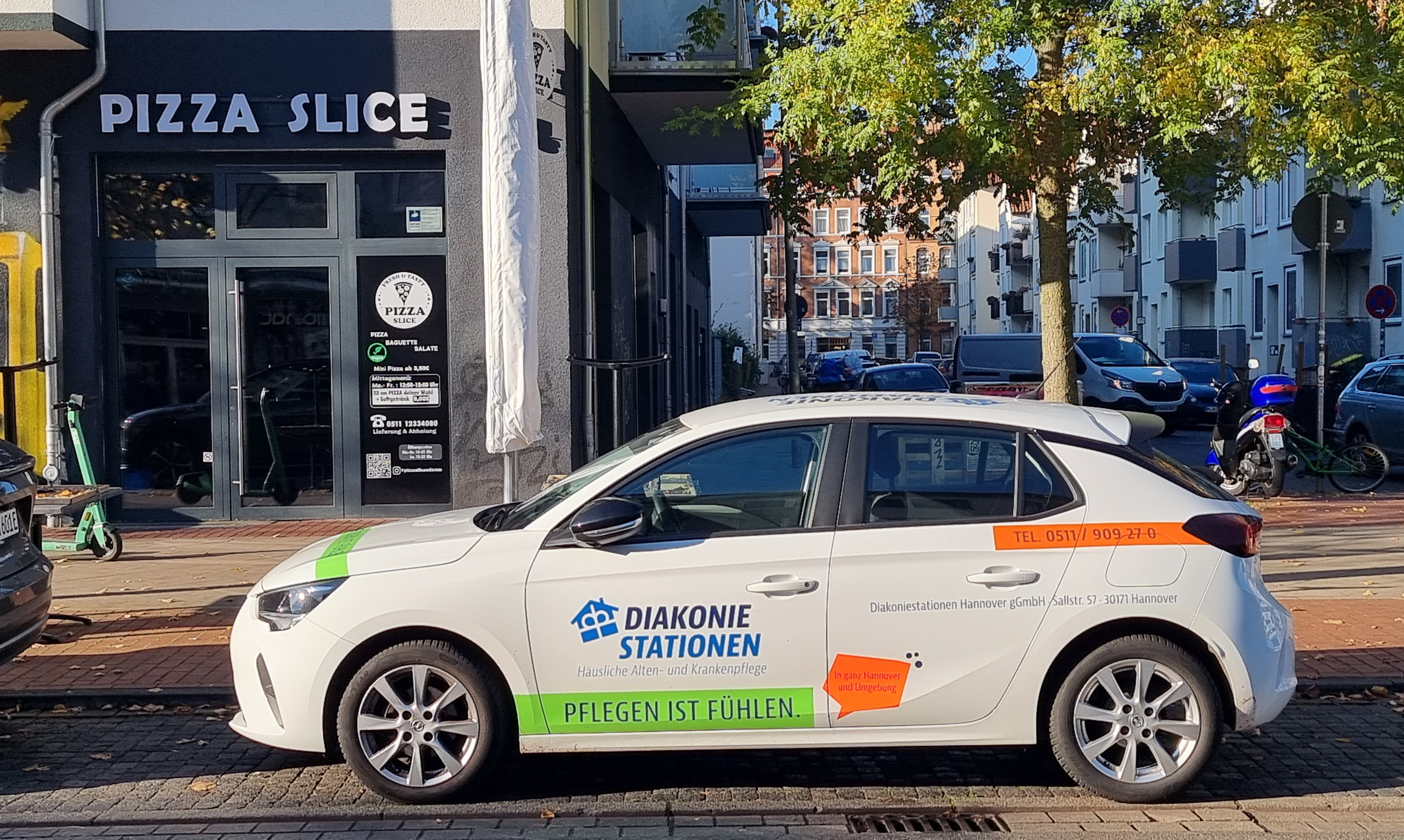
Une voiture de la Diakoniestationen Hannover gGmbH sur un parking au Engelbosteler Damm devant la rue Tulpenstraße, séparée pour le trafic de transit, dans le quartier nord de Hanovre.

Dans les églises chrétiennes, la diaconie est l'institution qui organise la charité envers les pauvres et les malades de la communauté. Elle est présentée comme la mise en œuvre de l'Évangile de Jésus-Christ à l'égard des pauvres, comme un témoignage personnel et communautaire et comme un service à l'égard de la personne et de la société.

## Églises orthodoxes et catholique
Les diacres et diaconesses chargés de l'assistance aux pauvres sont présents dès les premières communautés chrétiennes et évoqués dans le Nouveau Testament.
Dès le IVe siècle l'organisation de la diaconie établit des listes de pauvres et consacre à leur entretien une part des revenus des églises.
Cette notion de diaconie et son origine historique ont été expliqués par Benoît XVI dans l'encyclique Deus caritas est :

« Vers le milieu du IVe siècle, prend forme en Égypte ce que l’on appelle la « diaconie » ; dans chaque monastère, elle constitue l’institution responsable de l’ensemble des activités d’assistance, précisément du service de la charité. Depuis les origines jusqu’à la fin du VIe siècle se développe en Égypte une corporation avec une pleine capacité juridique, à laquelle les autorités civiles confient même une partie du blé pour la distribution publique. En Égypte, non seulement chaque monastère mais aussi chaque diocèse finit par avoir sa diaconie, institution qui se développera ensuite en Orient comme en Occident. Le Pape Grégoire le Grand (604) fait référence à la diaconie de Naples ; en ce qui concerne Rome, les documents font allusion aux diaconies à partir du VIIe  et du  VIIIe siècle. Mais naturellement, déjà auparavant et cela depuis les origines, l’activité d’assistance aux pauvres et aux personnes qui souffrent faisait partie de manière essentielle de la vie de l’Église de Rome, selon les principes de la vie chrétienne exposés dans les Actes des Apôtres. »

## Protestantisme
À Genève au temps de Jean Calvin, les diacres étaient chargés de l'hôpital au nom et sous la direction du consistoire.
En France, du fait des persécutions, ce ministère ne s'est pas mis en place institutionnellement, ce qui n'a pas empêché l'exercice concret de la solidarité, tant à l'intérieur des communautés locales que vis-à-vis de gens extérieurs. Dans les pays qui n'ont pas connu une telle persécution, comme en Allemagne, la diaconie est un des plus grands employeurs du pays.
Le XIXe siècle a vu fleurir nombre d'œuvres protestantes, tant missionnaires que diaconales. Parmi ces dernières, il convient de distinguer, ne serait-ce que par la taille, les grosses institutions protestantes (comme la Fondation John-Bost en Dordogne) et les diaconats paroissiaux. Mais les uns et les autres sont organisés en associations à but non lucratif, souvent reconnues d'utilité publique. Aujourd'hui, une majorité d'entre elles est organisée au sein de la Fédération de l'entraide protestante.

### Articles liés
- Diaconia 2013
- Refuge (film, 2015)